# Seattle
Seattle (englisch: [sɪˈætəl] ⓘ; deutsch: [siˈɛtl̩]) ist die größte Stadt im Nordwesten der Vereinigten Staaten. Das U.S. Census Bureau hat bei der Volkszählung 2020 eine Einwohnerzahl von 737.015 ermittelt.
Sie ist der Verwaltungssitz des King County im Bundesstaat Washington und liegt zwischen dem Puget Sound und dem Lake Washington, etwa 155 Kilometer südlich der Grenze zu Kanada. Neben Vancouver und Portland ist Seattle der Verkehrsknotenpunkt und das wirtschaftliche, wissenschaftliche und kulturelle Zentrum in der Region des Pazifischen Nordwestens. Die Stadt stellt eine principal city der Metropolregion Seattle dar.
Die Stadt trägt die Beinamen The Emerald City („Die Smaragdstadt“), was eine Anspielung auf das viele Grün im Stadtgebiet und die großen Wälder ist (sie wird von den Einheimischen allerdings fast nie so bezeichnet), und Rain City – obwohl der Niederschlag geringer ist als in vielen anderen amerikanischen Städten. Der Spitzname kommt von den vielen wolkenreichen und regnerischen Tagen im Jahr. Von den Einheimischen wird sie auch als Jet City bezeichnet, was eine Anspielung auf die nahe gelegenen Boeingwerke ist.
Der Hafen von Seattle ist ein bedeutender Handelsknotenpunkt für den Handel mit Asien, Alaska und Hawaii. Die wichtigsten ansässigen Industrien sind die Luft- und Raumfahrt (Boeing), Eisen- und Stahlindustrie sowie die Holzverarbeitung. Als bauliches Wahrzeichen von Seattle gilt der für die Weltausstellung 1962 errichtete Turm Space Needle. Die Stadt ist Sitz der University of Washington.
Die Stadt wurde benannt nach Noah Sealth, Häuptling der Duwamish und Suquamish, besser bekannt unter dem Namen Häuptling Seattle.

## Geographie

### Geographische Lage

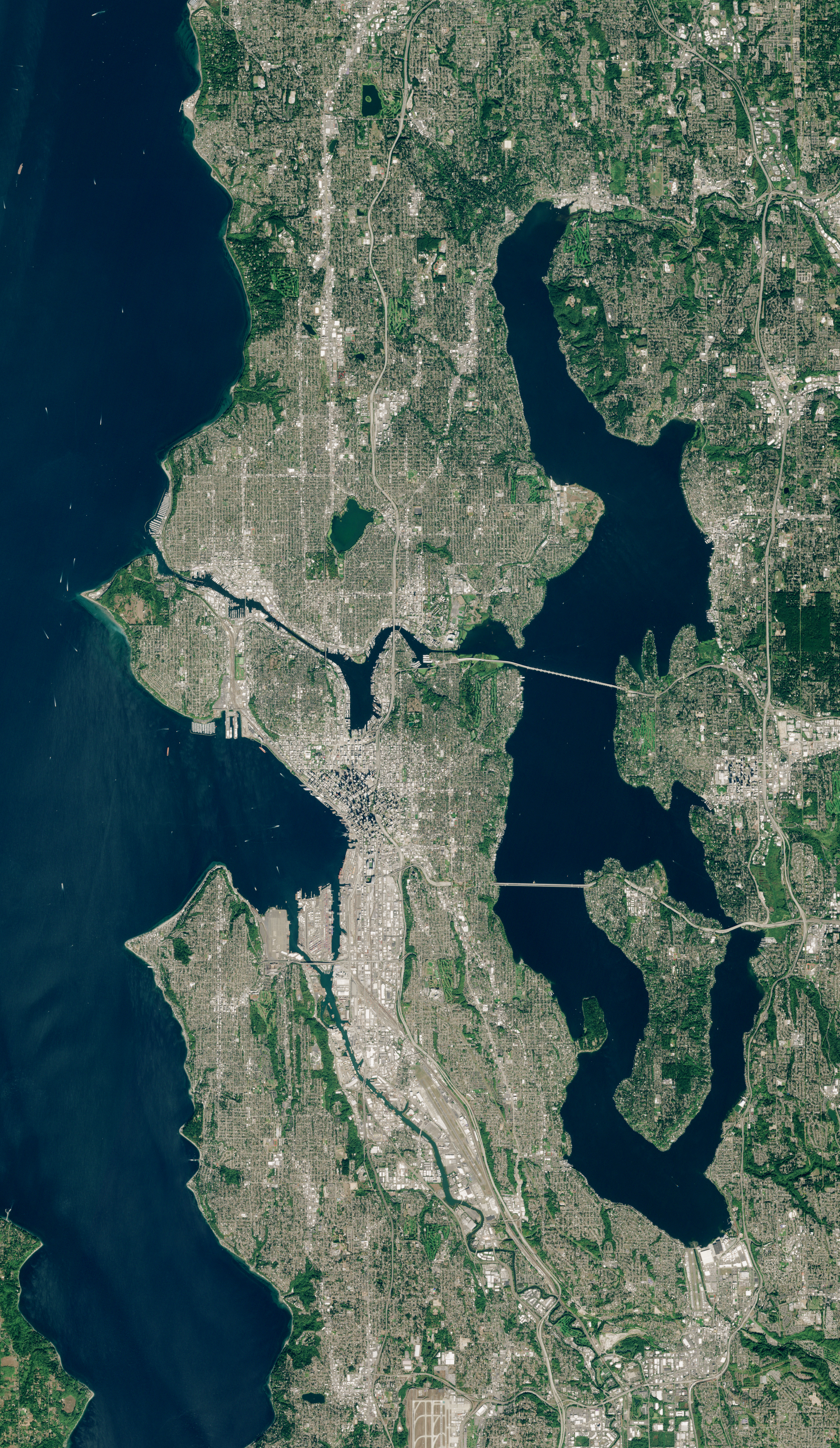
Satellitenaufnahme von Seattle

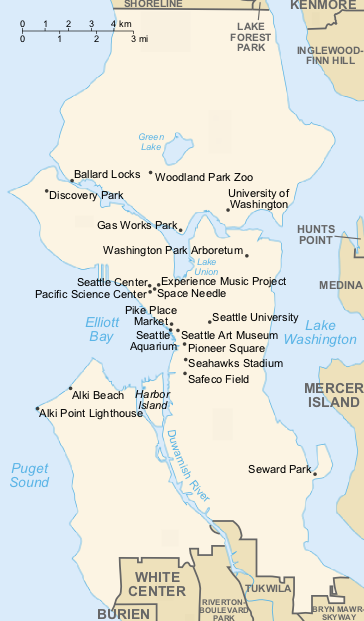
Karte von Seattle

Seattle liegt auf der Landenge zwischen dem Puget Sound und dem Lake Washington auf 47°37'35" n. B. und 122°19'59" w. L., im Schatten der westlich gelegenen Olympic Mountains; östlich schließen sich die Issaquah Alps und die Kaskadenkette an. Die Flüsse, Seen und Wälder waren einst sehr fruchtbar, so dass die ursprünglichen Bewohner eine der wenigen sesshaften Jäger-und-Sammler-Kulturen ausbildeten.
Die Stadt selbst ist sehr hügelig, wobei sich die größten Steigungen in der Altstadt befinden. Die Geografie des Downtown-Bezirks wurde über die Jahrzehnte stark verändert. War es zu Beginn der Besiedlung noch eine kurze, flache und überspülte Küste mit anschließendem Steilhang, flachte man den Steilhang ab und schüttete, um die regelmäßigen Überschwemmungen zu beenden, das Land an der Küste auf, so dass man heute im Downtown-Bezirk einen kontinuierlichen steilen Anstieg von der Küste vorfindet. Bei diesen Arbeiten entstand ein Netz unterirdischer Gänge und Keller, Seattle Underground.
Seattle wird neben Bergen und Hügeln vom Wasser dominiert. An der westlichen Seite erlaubt der Puget Sound einen Zugang zum Pazifik. Innerhalb der Stadt befinden sich mehrere Seen, wie etwa der Lake Washington und der Lake Union, die mit Kanälen verbunden sind. Die Stadt hat eine Fläche von 369,2 km2. 217,2 km2 davon sind Land, 152,0 km2 Wasser. Damit beträgt der Anteil des Wassers an der Fläche 41,16 %.
Die Stadt und ihre Umgebung erlauben aufgrund ihrer Lage von Wassersport über Wandern und Bergsteigen bis zu Wintersport eine Vielzahl von Freizeitaktivitäten.
Seattle befindet sich im Pazifischen Nordwesten auf einer geologisch aktiven Zone. Mehrere starke Erdbeben haben die Stadt in ihrer bisherigen Geschichte erschüttert:
- 14. Dezember 1872 (Mw 7,3)
- 13. April 1949 (Mw 7,1)
- 29. April 1965 (Mw 6,5)
- 28. Februar 2001 (Mw 6,8)

Nur 83 Kilometer südöstlich liegt der Mount Rainier, ein 4.392 Meter hoher Schichtvulkan, der zuletzt 1854 ausbrach.

### Klima
|                       | Jan   | Feb   | Mär  | Apr  | Mai  | Jun  | Jul  | Aug  | Sep  | Okt  | Nov   | Dez   |   |       |
| Mittl. Tagesmax. (°C) | 7,2   | 9,7   | 11,5 | 14,0 | 17,7 | 21,1 | 24,0 | 24,0 | 20,7 | 15,4 | 10,3  | 7,3   | ⌀ | 15,3  |
| Mittl. Tagesmin. (°C) | 1,8   | 3,0   | 3,6  | 5,1  | 7,9  | 11,1 | 12,9 | 13,2 | 11,1 | 7,7  | 4,5   | 2,1   | ⌀ | 7     |
|                       |       |       |      |      |      |      |      |      |      |      |       |       |   |       |
| Niederschlag (mm)     | 136,7 | 101,3 | 89,9 | 59,2 | 43,2 | 38,1 | 19,3 | 29,0 | 47,8 | 82,0 | 148,1 | 150,1 | Σ | 944,7 |
|                       |       |       |      |      |      |      |      |      |      |      |       |       |   |       |
| Regentage (d)         | 15,5  | 13,1  | 13,7 | 10,6 | 7,8  | 6,0  | 3,4  | 4,5  | 6,8  | 10,0 | 15,3  | 15,8  | Σ | 122,5 |

| 1,8 |

| 3,0 |

| 3,6 |

| 5,1 |

| 7,9 |

| 11,1 |

| 12,9 |

| 13,2 |

| 11,1 |

| 7,7 |

| 4,5 |

| 2,1 |

| 1,8 |

| 3,0 |

| 3,6 |

| 5,1 |

| 7,9 |

| 11,1 |

| 12,9 |

| 13,2 |

| 11,1 |

| 7,7 |

| 4,5 |

| 2,1 |

Das Klima ist maritim. Laut der Klimaklassifikation nach Köppen und Geiger herrscht in Seattle ein Warm-Sommer-Mittelmeerklima (Csb). Es gibt (September bis Anfang Juni) sowohl feuchtes (humides) als auch trockenes (arides) Klima (Ende Juni bis Ende August). Die Jahresdurchschnittstemperatur liegt bei 11,2 °C. Die häufigen Niederschläge ergeben einen Jahresgesamtwert von 857 mm. Im Sommer regnet es fast gar nicht, dagegen fallen im Winter monatlich bis zu 140 mm Niederschlag. Die Temperaturen sind mild, was ein typisches Zeichen von Seeklima ist. Die niedrigsten Durchschnittswerte liegen bei etwa 7 °C, im Sommer erreichen sie zwischen Juni und September knapp die 20-°C-Marke. Durch die umliegenden Berge ist die Stadt vor starken Windböen geschützt. Im Winter kommt es nur zu schwachem Schneefall.

## Geschichte
Als Geburtsstunde von Seattle wird die Ankunft der Familie Denny, der so genannten Denny Party, angesehen, die am 13. November 1851 am Alki Point landete. Sie siedelten im April 1852 an die windgeschütztere Elliott-Bucht, den heutigen Pioneer Square, um. Die ersten Pläne zur Gründung einer Ansiedlung (Town), die sog. Plats, wurden am 23. Mai 1853 eingereicht. Die entsprechenden ersten Katastergrenzen sind heute noch im Stadtbild abzulesen. Der erste Boom der Stadt basierte auf der Holzindustrie und dem Geld, das den Holzfällern unter anderem von geschäftstüchtigen Damen wie Mother Damnable aus der Tasche gezogen wurde. Die Stadtgemeinde Seattle hat mehrere Boom-Crash-Zyklen durchgemacht und Krisenzeiten erfolgreich für den Ausbau der Infrastruktur genutzt.
Die Gründung der Stadt (City) als solche datiert auf das Jahr 1869, die Benennung nach dem Indianerhäuptling Seattle war im Wesentlichen das Ergebnis des Betreibens von David Swinson „Doc“ Maynards, des ersten Arztes der Stadt.

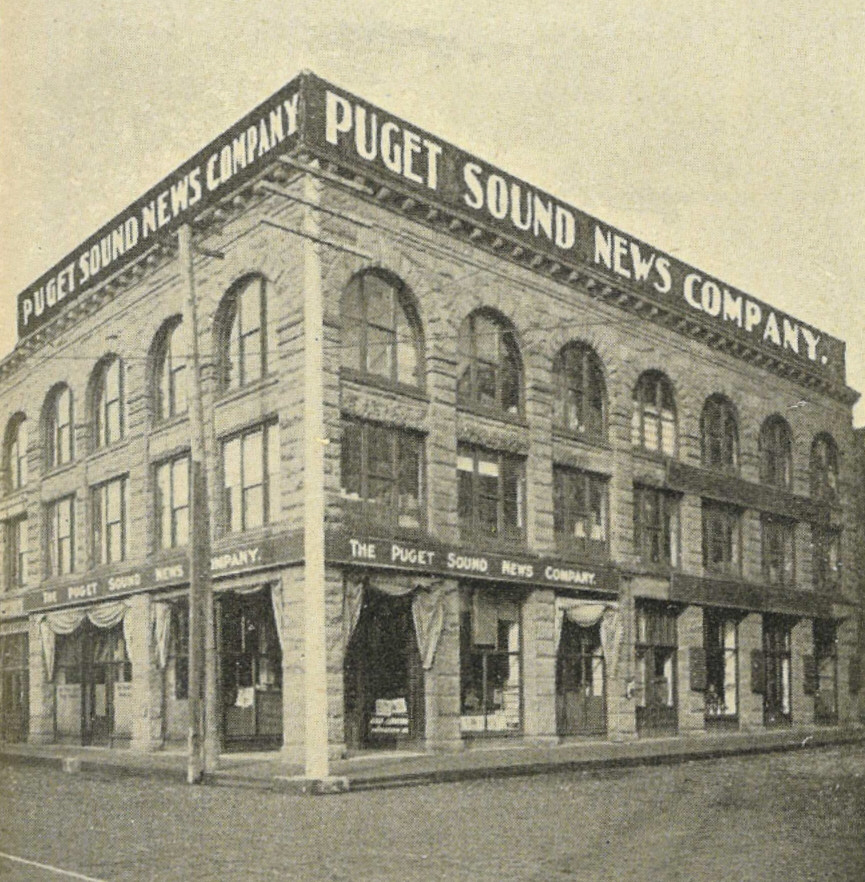
Gebäude der Puget Sound News Company, die zur American News Company gehörte, um 1900

Zwischen 1890 und 1910 versechsfachte sich die Bevölkerungszahl von Seattle. Am 6. Juni 1889 vernichtete ein Großbrand weite Teile der Stadt. Ein trockener Frühling und starke Winde behinderten den Kampf gegen die Flammen. Am Abend waren knapp 26 Hektar der Stadt zerstört. 1909 fand die Alaska-Yukon-Pacific-Ausstellung auf dem heutigen Campus der University of Washington statt. 1914 wurde eines der ersten Wahrzeichen von Seattle, der Smith Tower, eröffnet. Er war mit 159 Metern damals das höchste Gebäude westlich des Mississippi. 1919 fand in Seattle der erste Generalstreik des Landes statt.
Als Beginn des modernen Seattles wird die Weltausstellung Century 21 Exposition von 1962 gesehen, in deren Rahmen viele der Wahrzeichen der Stadt wie Space Needle, KeyArena (Coliseum), Pacific Science Center und Seattle Center Monorail entstanden. 1994 wurde ähnlich wie in Portland im Rahmen der Stadtplanung eine neue Urban Villages Strategy beschlossen. In ihr wurden die Bezirke festgelegt, die für eine weitere Konzentration und Intensivierung von Handel und Wirtschaft oder als Wohnbereich vorgesehen waren, die Ausgestaltung infrastruktureller Investitionen sowie der Erhalt des Stadtbildes und Landschafts- und Naturschutz bestimmt.
Im Dezember 1999 kam es am Rande der WTO-Konferenz in Seattle in der Stadt zu heftigen Auseinandersetzungen zwischen Globalisierungsgegnern und der Polizei.

## Bevölkerung
| Jahr | Einwohner |
| ---- | --------- |
| 1900 | 80.671    |
| 1910 | 237.194   |
| 1920 | 315.312   |
| 1930 | 365.583   |
| 1940 | 368.302   |
| 1950 | 467.591   |
| 1960 | 557.087   |
| 1970 | 530.831   |
| 1980 | 493.846   |
| 1990 | 516.259   |
| 2000 | 563.374   |
| 2010 | 608.660   |
| 2012 | 634.535   |
| 2020 | 737.015   |

Bevölkerungsentwicklung von Seattle

Die Bevölkerung bestand laut dem Zensus von 2020 zu 67,3 Prozent aus Weißen und zu 7,3 Prozent aus Afroamerikanern; 15,4 Prozent waren asiatischer Herkunft. 6,7 Prozent der Bevölkerung waren Hispanics.
Der Median des Einkommens je Haushalt lag 2015 bei 70.594 US-Dollar. 11,0 Prozent der Bevölkerung lebten unterhalb der Armutsgrenze. Seattles Armutsquote zählte zu den niedrigsten unter den amerikanischen Großstädten.

## Kultur

Öffentliche Bibliothek von Rem Koolhaas (Innenansicht)

Seattle ist das Kulturzentrum des pazifischen Nordwestens. In einer Rangliste der Städte nach ihrer Lebensqualität belegte Seattle im Jahre 2018 den 44. Platz unter 231 untersuchten Städten weltweit.

### Musik

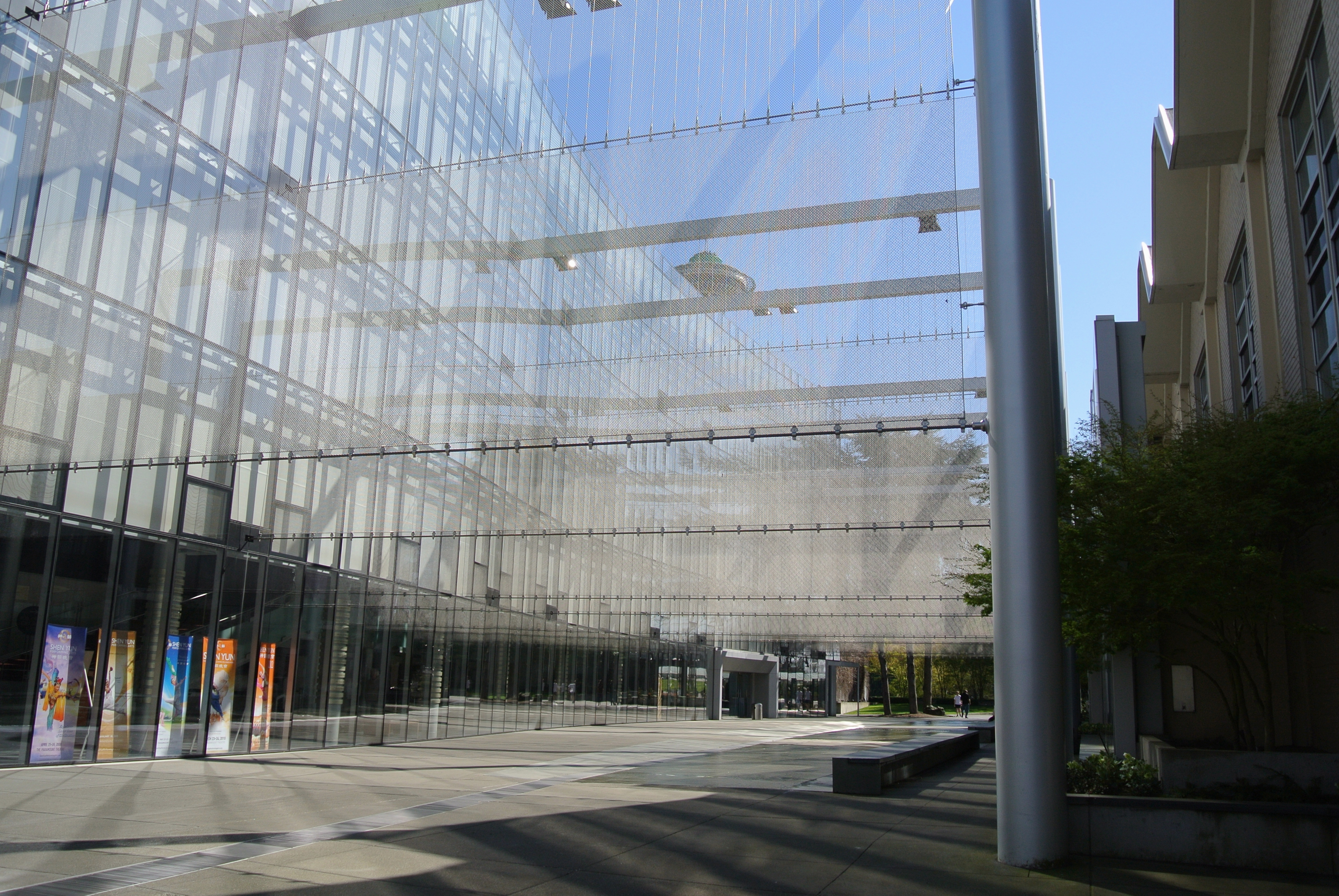
McCaw Hall, Oper von Seattle

Seattle ist die Heimat des Seattle Symphony Orchestra sowie der Seattle Opera und des Pacific Northwest Ballet. Das jährlich im Herbst stattfindende dreiwöchige Earshot Jazz Festival ist ein großes, überregional wahrgenommenes Musikereignis.
In der Pop-Kultur wurde Seattle in den 1990ern als Ausgangspunkt eines neuen Rockmusikstils, des Grunge mit seinen bekanntesten Vertretern, den Bands Nirvana und Pearl Jam sowie Soundgarden und Alice in Chains, bekannt. Doch auch die Avantgarde-Jazz-Musiker Bill Frisell und Wayne Horvitz sowie die Rapper Sir Mix-a-Lot und Macklemore sowie die Bands Goodness, The Walkabouts, Queensrÿche und The Presidents of the United States of America stammen aus Seattle. Außerdem wurden Jimi Hendrix und Duff McKagan hier geboren.
In weiterer Folge ist Seattle die Heimat von international erfolgreichen Metal-Bands wie Nevermore und Sanctuary und deren bekanntesten Mitgliedern Jeff Loomis und Warrel Dane.

### Museen
Seattle hat mehrere Kunstmuseen, beispielsweise das Consolidated Works, das Frye Art Museum, die Henry Art Gallery, das Seattle Art Museum und das Seattle Asian Art Museum. Daneben verfügen weitere Museen und Kultureinrichtungen über Kunstsammlungen, wie etwa das Burke Museum of Natural History and Culture, das eine hervorragende Sammlung indianischer Kunst besitzt. Weiterhin existieren in Seattle etwa einhundert kommerzielle sowie ein Dutzend nicht-kommerzielle Kunstgalerien und Ateliers, die mindestens einmal im Monat auch der Öffentlichkeit zugänglich sind. Viele der Galerien und Studios befinden sich rund um den Pioneer Square. Pioneer Square gehört mit dem Seattle-Totempfahl, der dort erstmals 1899 errichtet wurde, dem 1892 gebauten Pioneer Building und der 1909 errichteten eisernen Pergola zu den National Historic Landmarks.
Das Burke Museum of Natural History and Culture auf dem Campus der Universität zeigt eine Vielzahl von Gegenständen aus Botanik, Zoologie und Geografie, ferner eine anthropologische Sammlung mit Schwerpunkt auf indianische Völker des Nordwestens. Maritime Geschichte zeigt das Maritime Heritage Museum am Lake Union. Das Museum of Flight, das unter anderem im ursprünglichen Boeing-Produktionswerk beheimatet ist, zeigt die Geschichte der Luftfahrt. Das Museum of History and Industry konzentriert sich auf die lokale Kultur und Geschichte.
Das Nordic Heritage Museum in Ballard zeigt die Geschichte skandinavischer Immigranten, das Seattle Metropolitan Police Museum am Pioneer Square die Geschichte des Seattle Police Department. Auf dem Campus des Seattle Center befindet sich das Pacific Science Center, das Science Fiction Museum und das von Paul Allen gestiftete Experience Music Project.
Das Seattle Aquarium befindet sich an der Elliott Bay Waterfront; der Woodland Park Zoo liegt im Norden der Stadt.

### Bildung

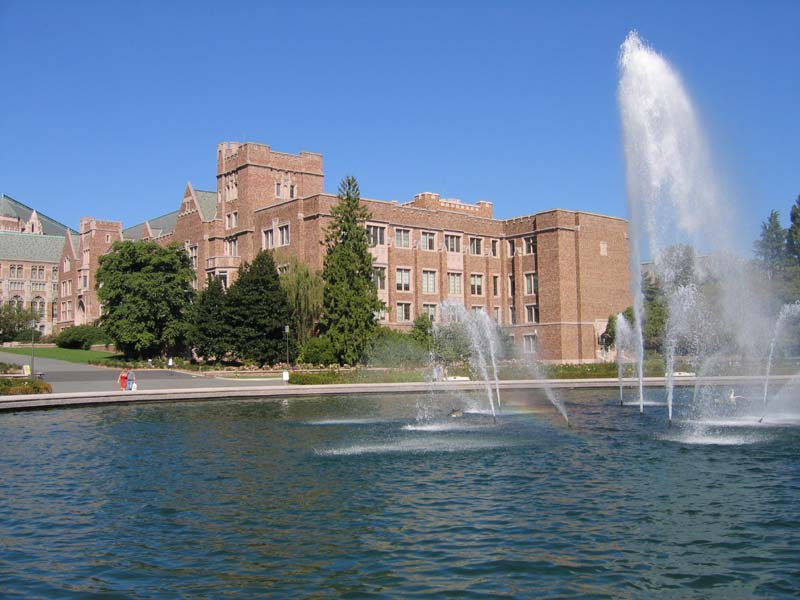
University of Washington

36 % der Stadtbevölkerung über 25 haben mindestens einen Bachelor-Abschluss; 93 % haben einen High-School-Abschluss.
Neben dem öffentlichen Schulsystem gibt es eine Reihe von Privatschulen. Vier der High Schools sind katholisch, eine evangelisch-lutherisch, weitere sechs sind nicht-konfessionell. Ferner gibt es drei Community Colleges in Seattle.
An der University of Washington studieren mehr als 44.000 Studenten, womit es die größte und mit Abstand die renommierteste Hochschule im Nordwesten der USA ist. Die Germanistikabteilung gehört zu den besten der USA. Ferner befindet sich dort das Fred Hutchinson Cancer Research Center. In jüngerer Zeit wurden mehrere Professoren und Absolventen mit dem Nobelpreis ausgezeichnet. Das Maskottchen der Universität ist der Husky.
Weitere Universitäten sind etwa die Seattle University, eine Jesuitenhochschule, und die von Methodisten gegründete Seattle Pacific University. Weitere kleinere Schulen wie das Cornish College of the Arts widmen sich der Ausbildung in Kunst oder Psychologie.

### Medien
Zeitungen
In der Stadt werden zwei große Tageszeitungen verlegt, die Seattle Times und der Post-Intelligencer. Aufgrund anhaltender Finanzschwierigkeiten wurde die Druckausgabe des Post-Intelligencer Mitte März 2009 eingestellt, da er seit 2000 jedes Jahr Verluste erwirtschaftet hat, zuletzt 14 Millionen Dollar im Jahr 2008. Die Auflage (wochentags) im Jahr 2008 betrug etwa 118.000, die der Times lag bei 199.000.
Radio und Fernsehen
Weit über die Stadt hinaus bekannt ist der Public-Radio-Sender KEXP; er gilt als Spezialist für Alternative und Indie-Rock. Daneben senden diverse Stationen aus Seattle, wie KING-FM Klassik Radio und andere.
Das US-weite Sport-Fernseh-Network ESPN hat seinen Sitz in Seattle.

### Sport

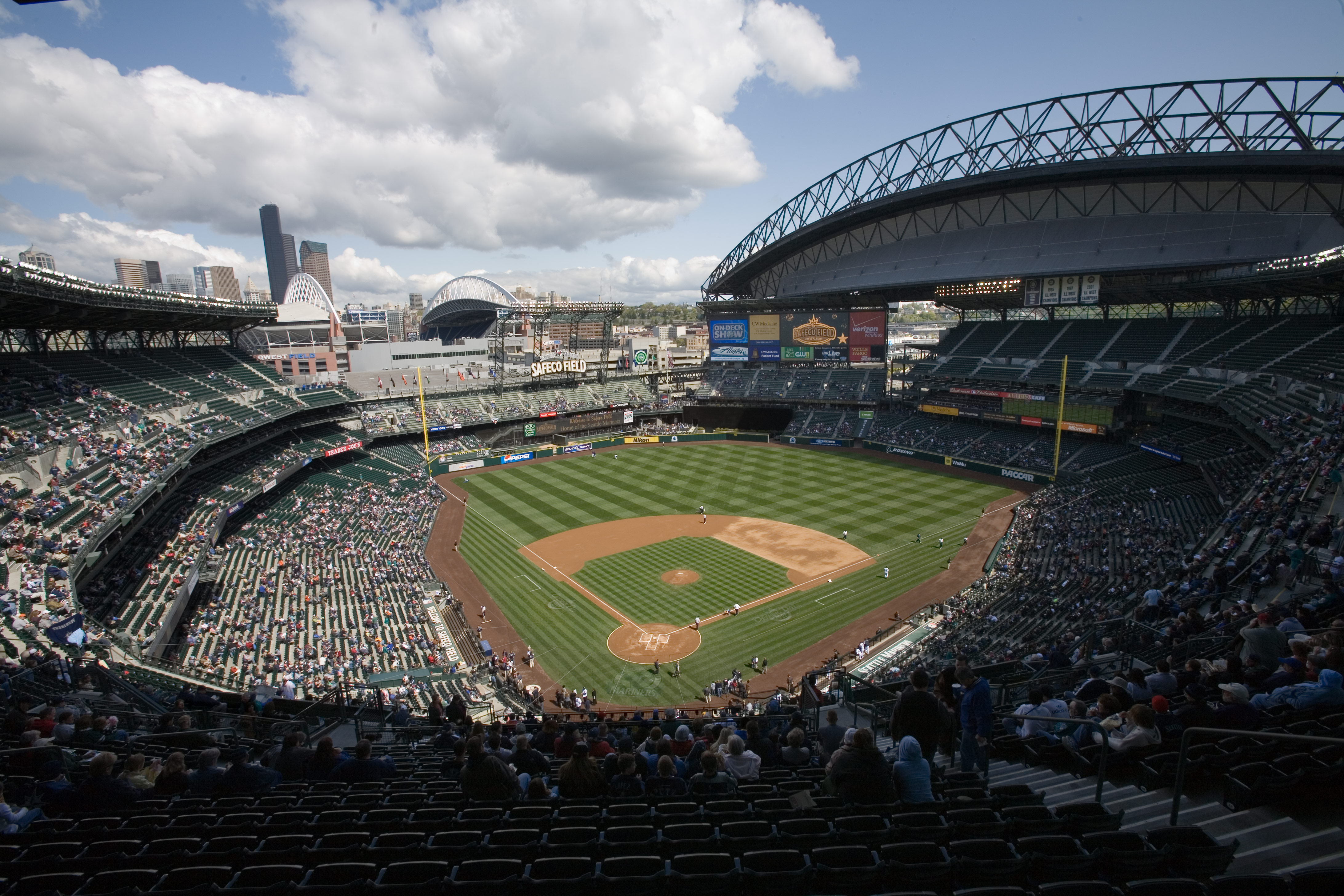
T-Mobile Park

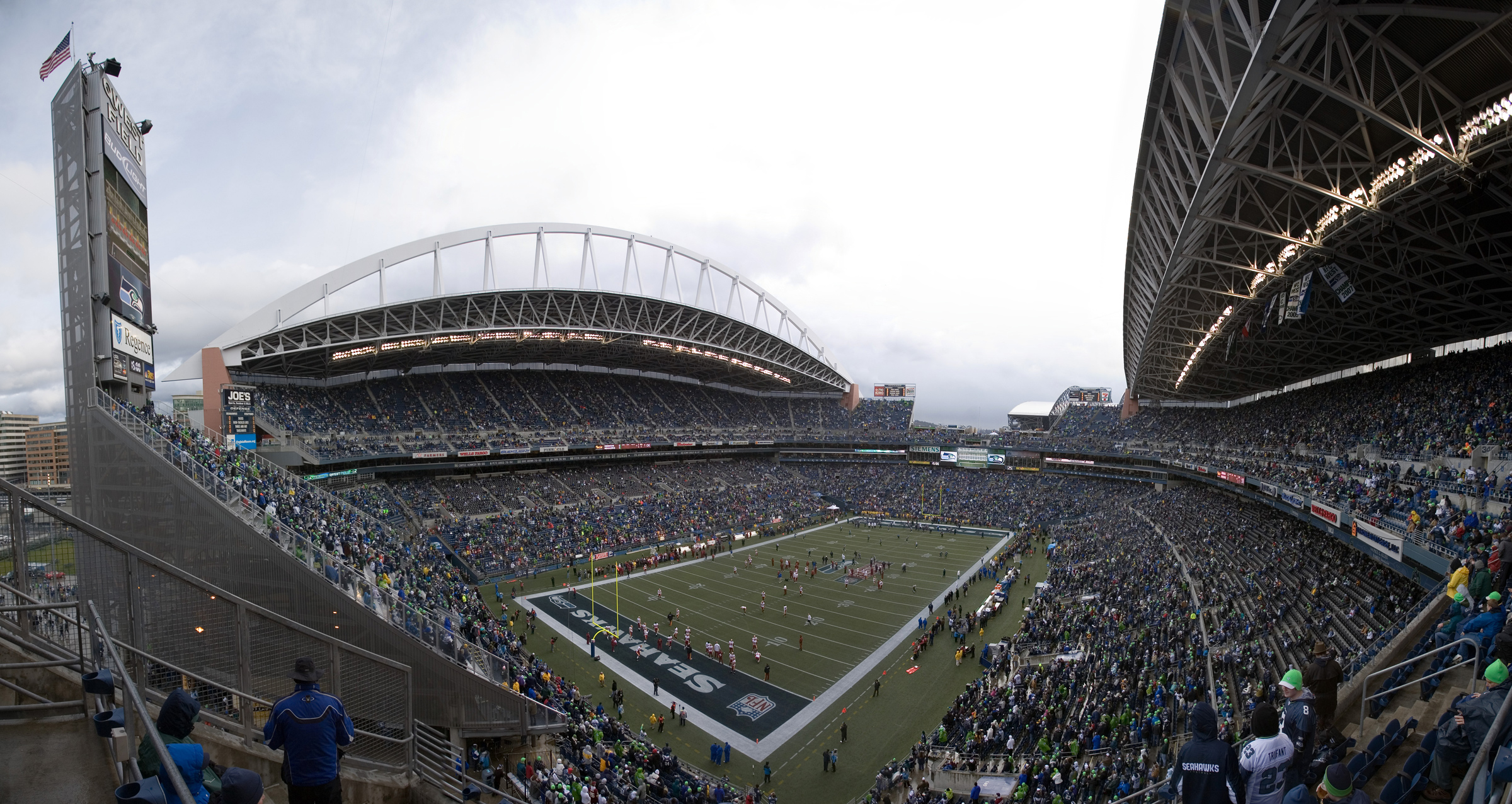
Panorama Lumen Field

Seattle ist mit eigenen Mannschaften in mehreren Profisportligen der Vereinigten Staaten vertreten.
Die frühere Basketballmannschaft der Seattle Supersonics aus der NBA war in Deutschland vor allem durch den deutschen Basketballspieler Detlef Schrempf bekannt, der sechs Jahre lang in Seattle spielte; 2008 zog die Basketballmannschaft nach Oklahoma City um. Die Spiele der Seattle Supersonics fanden ebenso wie die Spiele der professionellen Frauen-Basketballmannschaft Seattle Storm aus der WNBA im Seattle Center statt.
In der MLB wird die Stadt von der Baseballmannschaft der Seattle Mariners vertreten. Sie tragen ihre Spiele im T-Mobile Park aus, davor spielten sie bis 1998 im Kingdome. Auf dem Lumen Field spielt die American-Football-Mannschaft der Seattle Seahawks aus der NFL sowie die beiden Fußballmannschaften der Seattle Sounders. Die Frauenmannschaft spielt in der W-League, der höchsten Spielklasse im nordamerikanischen Frauenfußball, die Herrenmannschaft spielt seit 2009 ebenfalls in der höchsten Spielklasse der MLS. Erfolgreichste Rugbymannschaft der MLR sind zudem die Seattle Seawolves. Seit 2021 ist mit den Seattle Kraken die Stadt außerdem auch mit einer Eishockeymannschaft in der NHL vertreten.
Großes Interesse erfahren auch die Spiele der Washington Huskies, der Sportmannschaften der University of Washington. In der Legends Football League wurde Seattle durch die Seattle Mist vertreten.

## Wirtschaft

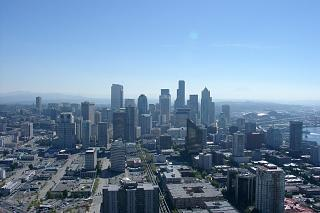
Skyline Seattles, Blick von der Space Needle

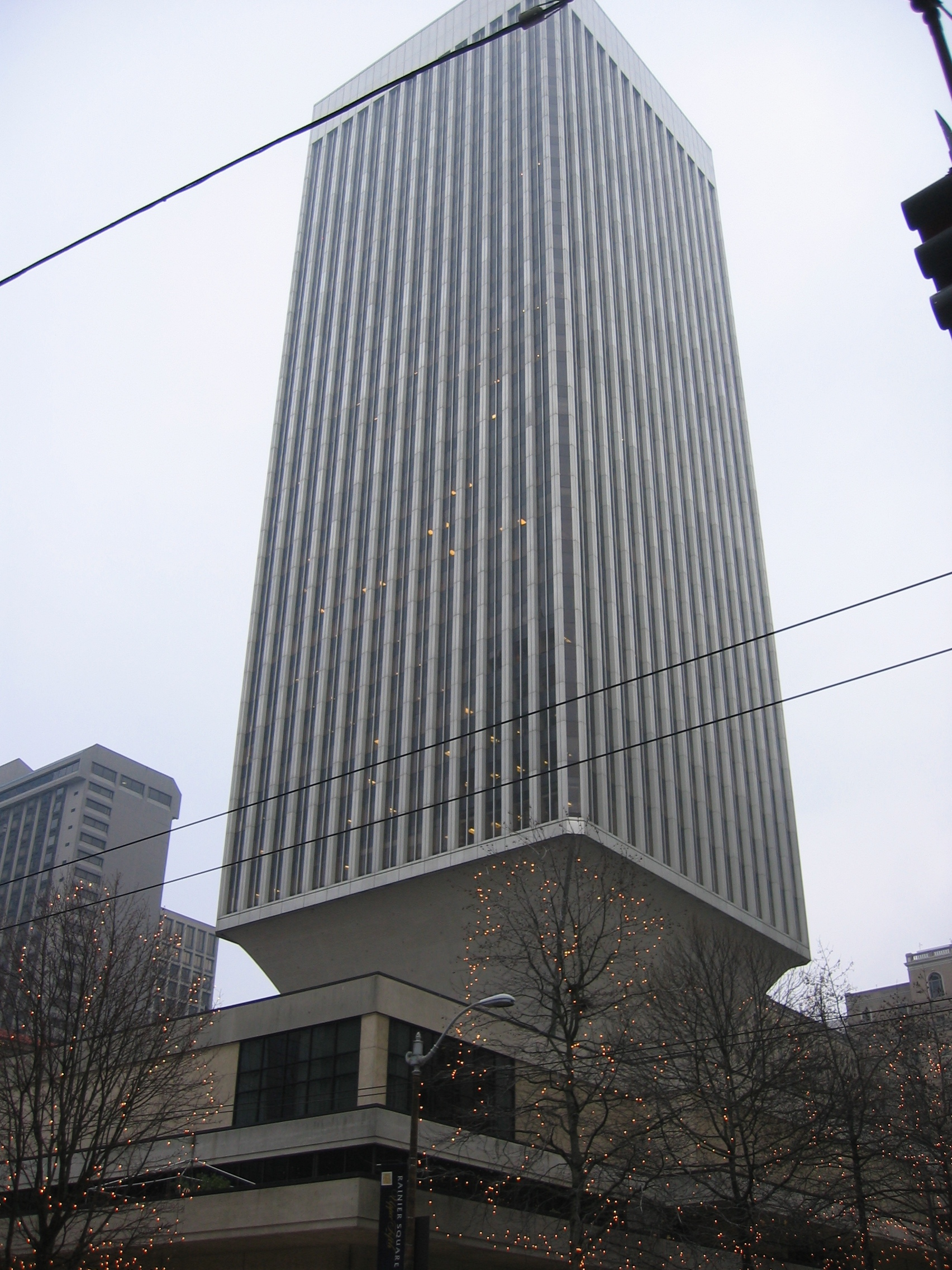
Der 157 m hohe „Rainier Tower“ im Zentrum von Seattle

Die Wirtschaft ist bestimmt von ständigem Auf und Ab. Den ersten wirtschaftlichen Aufstieg erfuhr die Stadt durch das rasante Anwachsen der Holzwirtschaft. 1897 führte der Klondike-Goldrausch zu einem weiteren Anstieg, gefolgt von einem starken Wachstum der Schiffsindustrie. Der Hafen von Seattle war 2005, gemessen am Containerumschlag, der fünftgrößte Seehafen der Vereinigten Staaten.
1916 wurde das Unternehmen Boeing in Seattle gegründet, das bis heute einen starken Wirtschaftsfaktor in der Stadt darstellt. 2001 zog Boeing seinen Hauptsitz aus Seattle ab und verlegte ihn nach einem Wettstreit verschiedener amerikanischer Städte aufgrund von Steuererleichterungen nach Chicago. Dessen ungeachtet ist die Region Seattle immer noch der Sitz der Verkehrsflugzeugsparte und verschiedener anderer Boeing-Werke sowie der Boeing Employees Credit Union (BECU).
In jüngerer Vergangenheit ist die Stadt zu einem der Zentren der IT-Branche geworden, was der Stadt einerseits einen starken Wachstumsimpuls gab, andererseits die Stadt auch stark die Auswirkungen des Endes der New-Economy-Blase spüren ließ. Die wichtigste der IT-Firmen mit Sitz in Redmond bei Seattle ist der Software-Hersteller Microsoft. Aber auch andere bekannte IT- und Telekommunikationsfirmen wie Amazon (im Columbia Center, dem höchsten Gebäude der Stadt), RealNetworks und T-Mobile US haben ihren Sitz in und um Seattle.
Weitere bekannte, in Seattle ansässige Unternehmen sind zum Beispiel die weltweit tätige Kaffeehauskette Starbucks, die in Seattle gegründet wurde, die amerikanische Kaufhauskette Nordstrom und der Snowboardhersteller Nitro.
Die in Seattle ansässige Bank Washington Mutual ging im Zuge der Finanzkrise ab 2007 bankrott und sorgte damit für die größte Bankenpleite in der Geschichte der Vereinigten Staaten.
Die Metropolregion von Seattle erbrachte 2016 eine Wirtschaftsleistung von 330,4 Milliarden US-Dollar und belegte damit Platz 11 unter den Großräumen der USA. Mit einem Pro-Kopf Einkommen von 64.553 Dollar (2016) gehört Seattle zudem zu den wohlhabendsten Städten der USA. Die Arbeitslosenquote betrug 3,8 Prozent (Stand: Mai 2018).

## Verkehr

### Straße

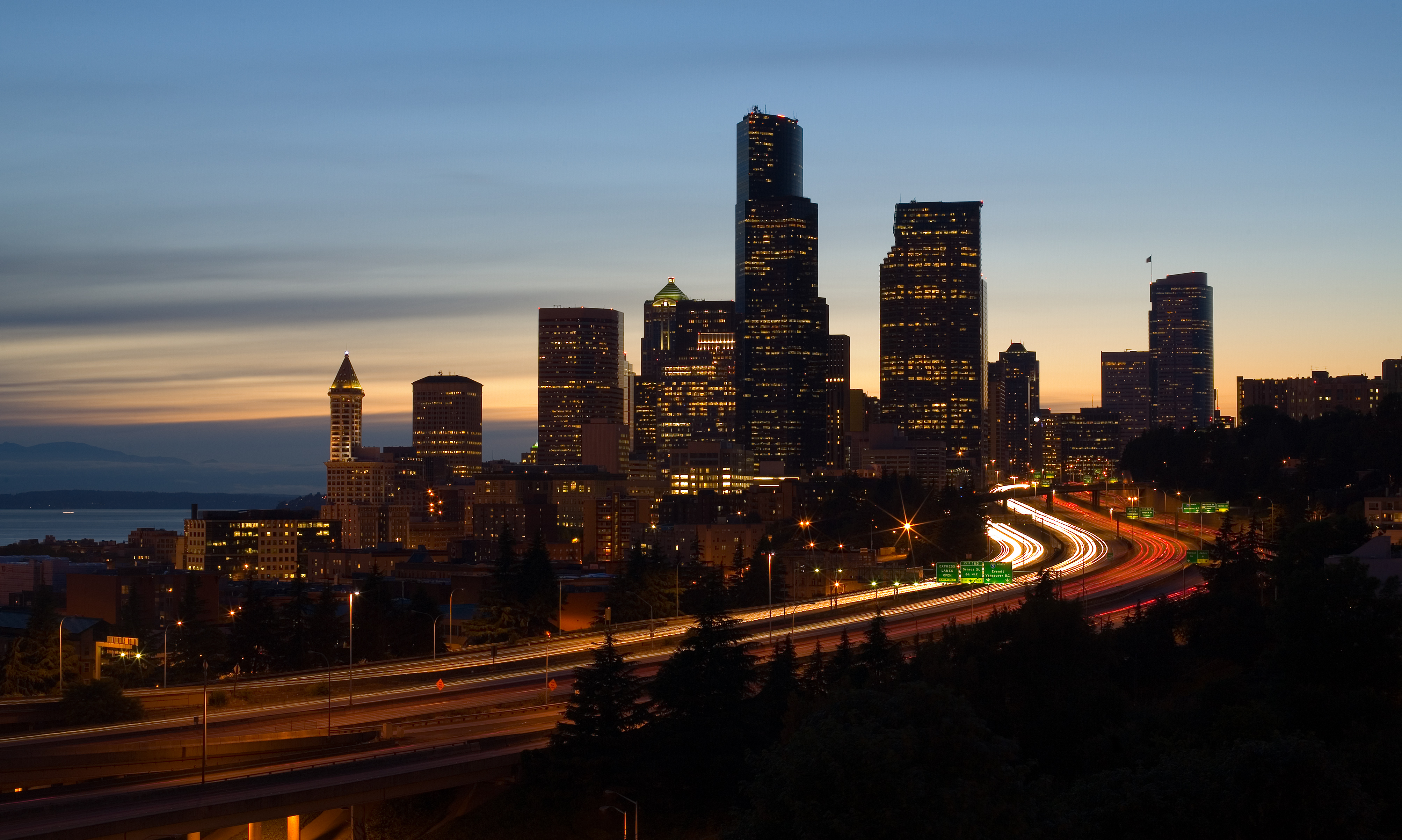
Interstate 5, im Hintergrund die Skyline von Seattle bei Nacht

In Seattle beginnt westlich der Lacey V. Murrow Memorial Bridge die Interstate 90, die längste Autobahn Nordamerikas, die über 5000 km ostwärts bis an die Atlantikküste nach Boston führt. In Nord-Süd-Richtung verläuft die Interstate 5 (Teil der Panamericana) durch die Stadt und verbindet Seattle mit der mexikanischen Grenze bei San Diego im Süden und der kanadischen Grenze bei Vancouver im Norden.
Es gibt mehrere bundesstaatliche Autobahnen, darunter die Washington State Route 520 nach Redmond. Größtenteils direkt an der Küste entlang führt die Washington State Route 99, die ab der Innenstadt in südlicher Richtung als Autobahn (sonst als mehrspurige Schnellstraße) ausgebaut ist und in der Innenstadt als Alaskan Way Viaduct aufgeständert an der Steilküste entlangläuft.

### Bahnverkehr
Seattle wird von Fernzügen der nationalen Eisenbahngesellschaft Amtrak bedient: Dem Cascades vom kanadischen Vancouver nach Eugene in Oregon, den Coast Starlight von Seattle ins kalifornische Los Angeles und einem Zugteil des Empire Builder von Seattle nach Chicago. Alle Züge verkehren einmal täglich, der Cascades auf Teilstrecken mehrmals täglich.
Im Vorortverkehr an Werktagen bietet Sounder Commuter Rail von Sound Transit mehrmals täglich Nahverkehrszüge in die benachbarten Städte Tacoma und Lakewood (South Line) sowie Everett (North Line) an.
Alle Züge fahren von der King Street Station am Südrand des Stadtzentrums ab.

### Fernbusverkehr
Die Fernbusgesellschaft Greyhound Lines unterhält zwei Stationen in Seattle. Es werden Verbindungen nach Bellingham und Vancouver im Norden angeboten, Verbindungen in den Osten nach Spokane und den Südosten des Staates Washington nach Yakima, Pasco und weiter nach Boise in Idaho sowie in Richtung Süden eine Linie nach Tacoma, Olympia und Portland in Oregon.

### Schifffahrt

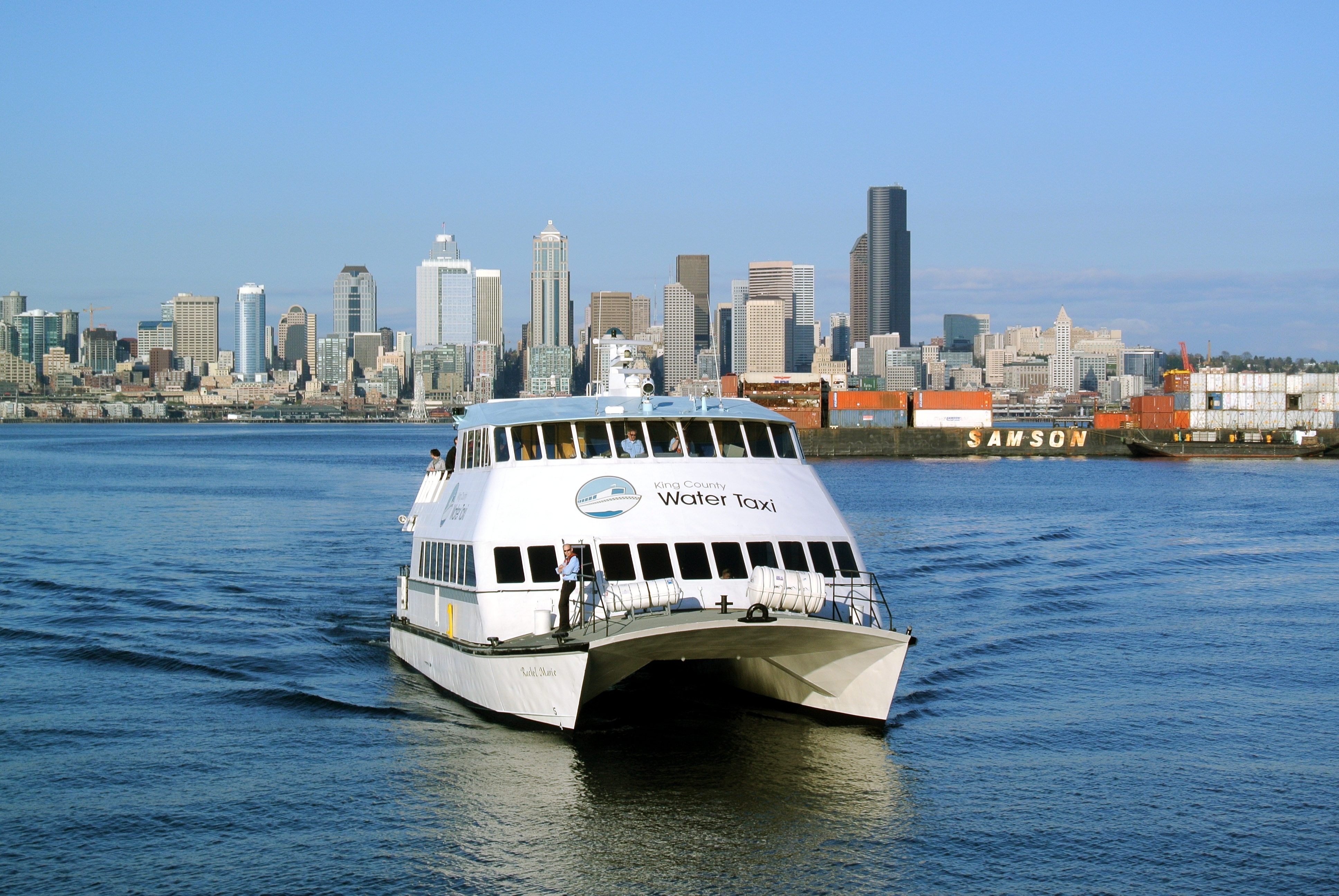
Fähre und Zentrum von Seattle im Hintergrund

Da die Stadt am Puget Sound liegt, in dem sich mehrere mittlere bis große Inseln befinden, und der über Land führende Weg zur gegenüberliegenden Olympic-Halbinsel recht lang ist (unter Umständen 200 bis 300 Kilometer), führen unter dem Namen Washington State Ferries zahlreiche Fährlinien durch den Meeresarm – unter anderem nach Vashon Island, Bainbridge Island und Bremerton auf der Olympic-Halbinsel, die alle von Pier 50 oder 52 in der Innenstadt abfahren. Außerdem verkehren ab dem Pier 48/49 Hochgeschwindigkeits-Katamarane ins kanadische Victoria auf Vancouver Island. Das Liniennetz der Washington State Ferries gilt als das größte Nordamerikas und das drittgrößte der Welt.

### Nahverkehr

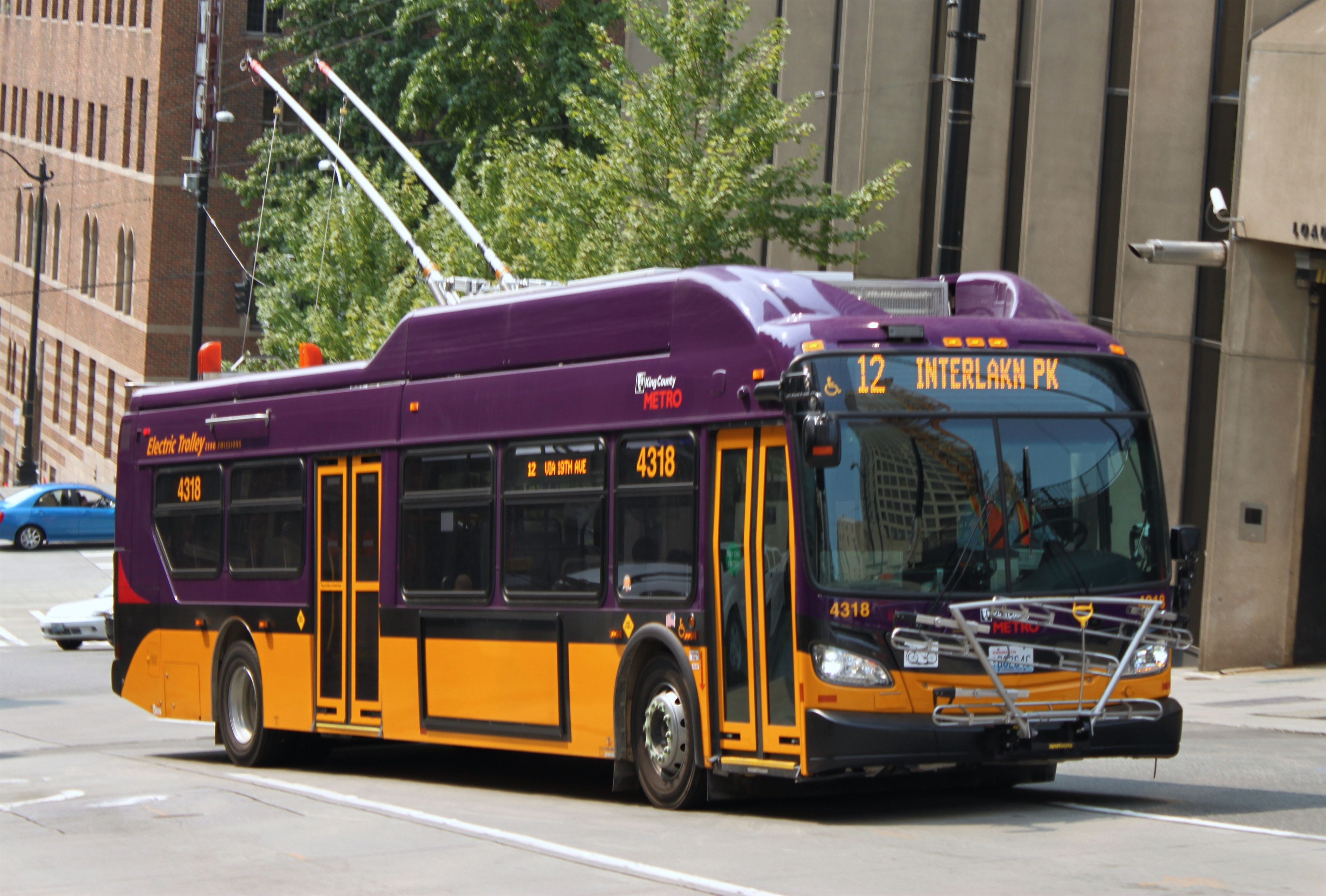
O-Bus auf steiler Straße im Stadtzentrum, 2015

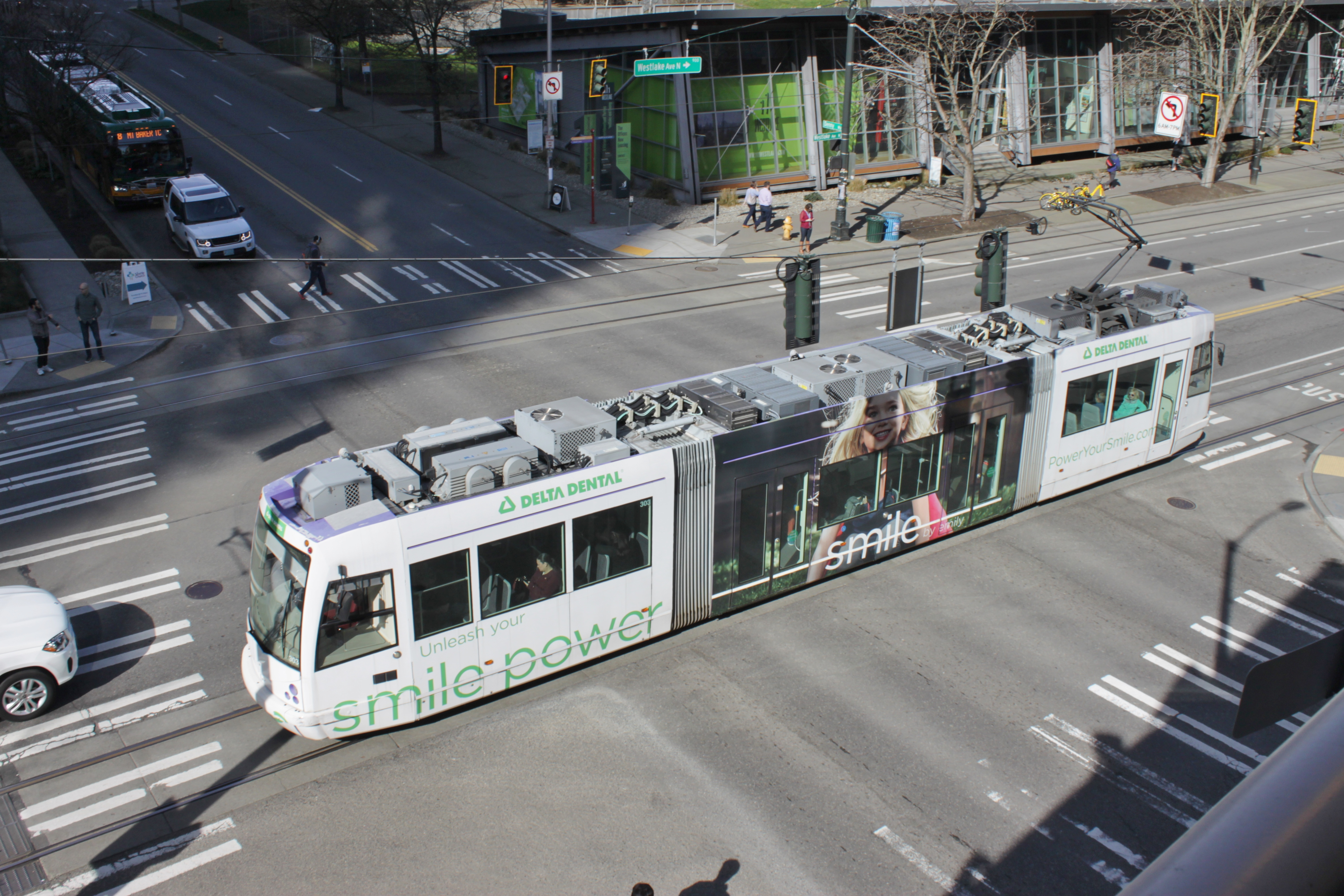
South Lake Union Streetcar, 2018

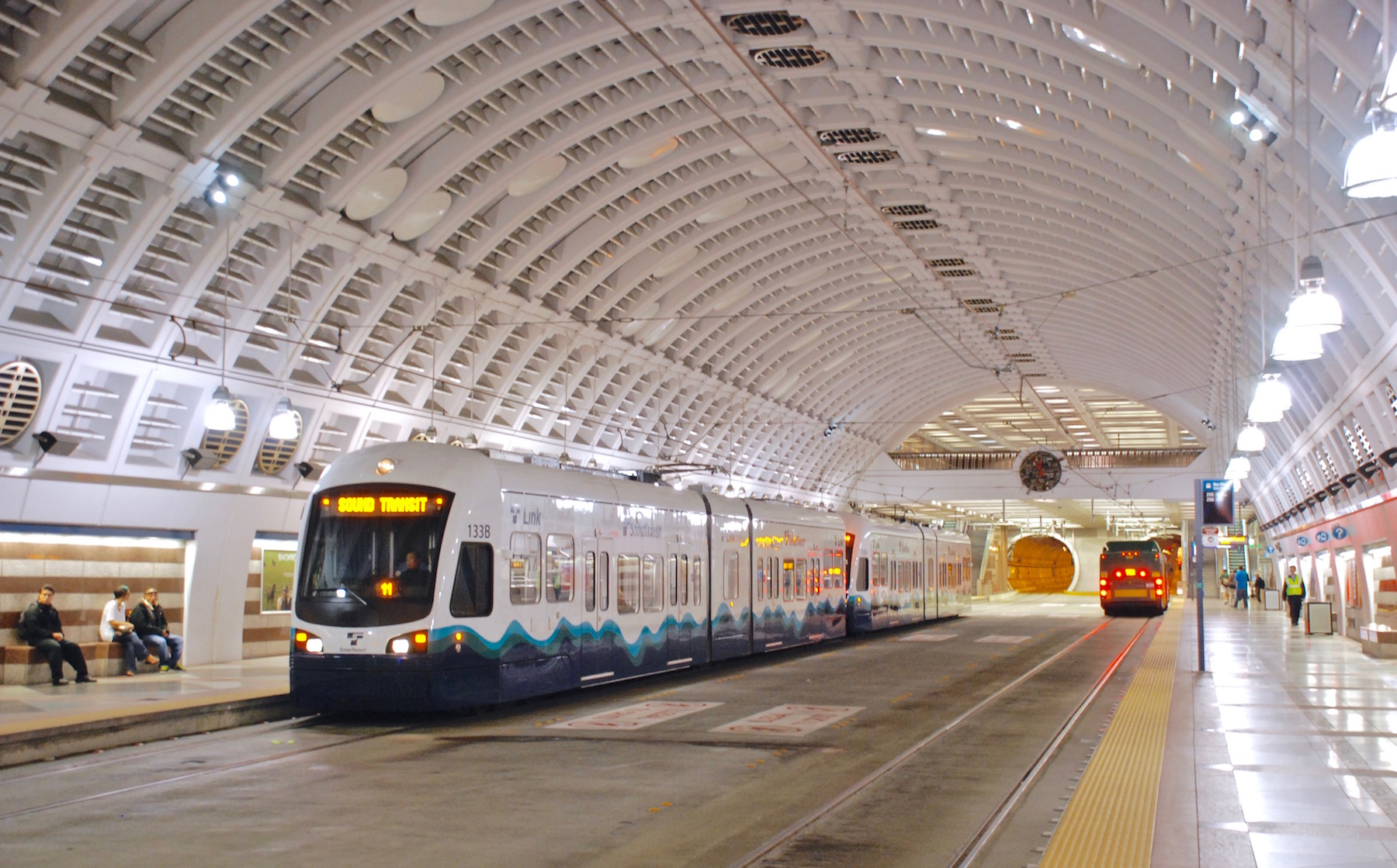
Stadtbahnzug in der Station Pioneer Square des Innenstadttunnels, 2009

In Seattle gibt es Bus-, Straßenbahn- und Stadtbahnlinien. Der Hauptbetreiber ist King County Metro, ein Verkehrsunternehmen im Eigentum des King County. Es gibt Verkehre von Unternehmen aus den angrenzenden Gebieten, Pierce Transit aus Pierce County und Community Transit aus Snohomish County.
Die Straßen- und Stadtbahnlinien werden ebenfalls von King County Metro betrieben, befinden sich aber in unterschiedlichem Eigentum: Die Straßenbahn Seattle mit zwei Linien gehört der Stadt Seattle und wird im Auftrag des Seattle Department of Transportation bedient. Die Stadtbahn Seattle gehört der Dachorganisation Sound Transit, die von den drei Counties King, Pierce und Snohomish für die Koordination regionaler Verkehrsleistungen gegründet wurde.
Die Einschienenbahn Seattle verbindet als vertakteter öffentlicher Nahverkehr das Stadtzentrum auf einer 1,6 km langen Strecke mit dem Seattle Center und der dortigen Space Needle.

#### Bus
Das Busnetz ist in Stadtbuslinien, Schnellbusse, Buslinien nach Bus-Rapid-Transit-Ausbaustandard sowie in Sonderformen des ÖPNV wie die Rufbusse Dial-A-Ride Transit, abgekürzt DART, unterteilt. Das Liniennetz erstreckt sich über das gesamte King County, die Verkehrsbetriebe angrenzender Counties bieten ebenfalls Busverbindungen an.
Eine Technische Besonderheit beim Busnetz ist der Betrieb mit Oberleitungsbussen. Mehr als 100 km Straßenlänge sind mit Oberleitung überspannt. Seattle hat, nach dem Oberleitungsbus San Francisco und Oberleitungsbus Vancouver, das nach Anzahl der Fahrzeuge drittgrößte Netz von Oberleitungsbussen in Nordamerika.
Diese Form des elektrischen Antriebs hat sich aufgrund der hügeligen Geografie Seattles gegenüber Bussen mit Verbrennungsmotoren durchgesetzt, nachdem im Zusammenhang mit der Einstellung des ursprünglichen Straßenbahnnetzes im Jahr 1941 die finanziellen, organisatorischen und technischen Bedingungen dafür geschaffen wurden. Das ausgedehnte Netz von zweipoligen Oberleitungen über den Straßen Seattles wurde in der Vergangenheit kritisiert, der Weiterbetrieb stand in den 2010er Jahren jedoch nicht in Zweifel.
Den Hauptanteil des Busverkehrs, auch auf den Verbindungen in die umliegenden Städte, leisten Anfang der 2020er Jahre Busse mit Verbrennungsmotoren mit den Energieträgern Dieselkraftstoff oder CNG (Erdgas). Für die zweite Hälfte der 2020er Jahre ist der regelmäßige Einsatz von elektrisch aus Batterien angetriebenen Bussen geplant.
Eine Besonderheit war der Busverkehr durch den Downtown Seattle Transit Tunnel, einem 1990 mit fünf Stationen in Betrieb genommenen, 2,1 Kilometer langen Tunnel in der Innenstadt. Darin gab es bis 2005 eine doppelte Oberleitung für O-Busse und es verkehrten werktags von 5 bis 19 Uhr mehrere O-Bus-Linien. Außerhalb der Tunnelbetriebszeiten verkehrten die Buslinien auf dem normalen Straßennetz an der Oberfläche. Um den Tunnel in das Stadtbahnnetz einbinden zu können, wurde er zwischen 2005 und 2007 mit neuen Gleisen ausgestattet und die zweipolige durch eine einpolige Oberleitung ersetzt. Ab der Wiedereröffnung 2007 wurde er mit diesel-elektrischen Hybridbussen (Duo-Bus) bedient, die ab der Eröffnung der Stadtbahn Seattle 2009 im Mischverkehr mit Stadtbahnen verkehrten und die Bahnsteige gemeinsam bedienten. Seit März 2019 findet kein Busverkehr durch den Tunnel mehr statt, sondern befahren ihn allein die Stadtbahnen.
Ab den 1970er Jahren konnten die Busse in der Innenstadt von Seattle an Werktagen kostenlos benutzt werden. Diese Free Ride Zone wurde Ende September 2012 beendet.

#### Straßen- und Stadtbahn
Die städtische Straßenbahn Seattle wird von King County Metro betrieben und besteht aus zwei nicht miteinander verbundenen Strecken. Die erste Linie, „South Lake Union Streetcar“, wurde im Dezember 2007 eröffnet, die zweite Linie, „First Hill Streetcar“, im Januar 2016.
Am 18. Juli 2009 nahm Sound Transit die erste Linie der Stadtbahn Seattle in Betrieb. Sie trug zunächst die Bezeichnung „Central Link“ und ist seit 2021 die Linie 1. Noch im Jahr 2009 wurde sie zum Seattle-Tacoma International Airport verlängert, weitere Verlängerungen erfolgten in den Jahren 2016 und 2021. Im Jahr 2024 fand eine erneute Verlängerung der Linie 1 und die Eröffnung eines ersten Abschnitts der neuen Linie 2 statt. Mit Stand 2024 wurden 19 Stationen auf der rund 53 km langen Linie 1 bedient. Dazu zählen die Stationen im Innenstadttunnel, die bis 2019 gemeinsam mit dem Busverkehr bedient wurden, und fünf weitere Tunnelstationen. Im südlichen Teil der Strecke gibt es größere Abschnitte auf eigenem Gleiskörper in Mittellage und Viaduktabschnitte. Weitere Ausbauten auf über 160 km Länge im Großraum Seattle will Sound Transit bis zur Mitte der 2040er Jahre umsetzen.

### Flugverkehr
In Seattle und dem nahen Umland befinden sich mehrere Flugplätze und Flughäfen. Der größte ist der internationale Seattle-Tacoma International Airport. Mit dem ehemals King County International Airport genannten Boeing Field gibt es einen kleineren Flughafen direkt im Stadtgebiet, der aber nur noch für den Charter- und Privatflugverkehr sowie Testflüge von Boeing genutzt wird.

## Sonstiges
Seattle wurde mehrmals zur „lebenswertesten Stadt“ (most livable city) der USA gewählt.
Mit dem International District hat Seattle eines der größten asiatischen Viertel der US-Westküste, in dem neben der chinesischen auch viele andere Bevölkerungsgruppen unterschiedlicher Herkunft in einem Stadtviertel zusammenleben, insbesondere Japaner, Philippinos und Vietnamesen.
Die Stadt ist Sitz des römisch-katholischen Erzbistums Seattle. Als eine der wenigen noch aktiven Kirchengemeinden in der Innenstadt ist die zugehörige 1912 eingeweihte Immanuel Lutheran Church als nationales Denkmal geschützt. In der Innenstadt befindet sich auch die als Seattle Landmark eingestufte First Baptist Church im Perpendicular Style.
Seattle verfügt mit dem 1907 eröffneten Pike Place Market an der Waterfront über einen der ältesten ohne Unterbrechung betriebenen Märkte der Vereinigten Staaten. Hier befindet sich auch die Touristenattraktion Gum Wall.
In Seattle spielen Fernsehserien wie Dark Angel, Grey’s Anatomy, Frasier, iCarly, Rick and Morty, The Killing, iZombie, Reaper u. a.
Die Stadt ist außerdem Schauplatz der Videospiele Infamous: Second Son, dessen Sequel Infamous: First Light und The Last of Us Part II.
Im Rahmen der Proteste um den Todesfall George Floyd entstand in Seattle das autonome Gebiet Capitol Hill Autonomous Zone.

Abendliches Stadtpanorama mit Mount Rainier im Hintergrund.

## Städtepartnerschaften
Seattle unterhält Städtepartnerschaften mit:
- Be’er Scheva, Israel
- Bergen, Norwegen
- Cebu, Philippinen
- Chongqing, Volksrepublik China
- Christchurch, Neuseeland
- Daejeon, Südkorea
- Galway, Irland
- Gdynia, Polen
- Hải Phòng, Vietnam
- Kaohsiung, Republik China (Taiwan)
- Kōbe, Japan
- Limbe, Kamerun
- Mombasa, Kenia
- Nantes, Frankreich
- Pécs, Ungarn
- Perugia, Italien
- Reykjavík, Island
- Sihanoukville, Kambodscha
- Surabaya, Indonesien
- Taschkent, Usbekistan